# Gerhard Junack
Gerhard Junack (* August 1909 in Berlin; † 1. Mai 1977) war ein deutscher Kapitän zur See der Bundesmarine. Er gilt als Vater der Schiffssicherung der Bundesmarine.

## Leben
Gerhard Junack absolvierte von 1915 bis 1927 seine schulische Ausbildung in Berlin, wobei er ein Jahr an den Siemens-Schuckertwerke arbeitete. 1928 ging er für ein Studium an die Technische Universität Berlin und studierte hier bis 1932 zu seinem Abschluss als Diplom-Ingenieur.
Bereits 1930 war er offiziell in die Reichsmarine eingetreten und wurde am 1. März 1935 zum Leutnant (Ing.) befördert. 1936/37 war er als Oberleutnant des Marineingenieurwesens (Beförderung am 1. Oktober 1936) Leitender Ingenieur der 1. Geleitflottille.
Später diente er als Zweiter Leitender Ingenieur auf der Bismarck. Als nach dem Gefecht Ende Mai 1941 klar war, dass die Bismarck kampfunfähig und verloren war, gab der Erste Offizier der Bismarck, Fregattenkapitän Oels, den Befehl, die Bismarck selbstzuversenken. Er begab sich dazu persönlich in die einzelnen Maschinenräume, um den Befehl zu überbringen. Die Besatzung machte daraufhin unter der Führung des Kapitänleutnant (Ing.) Junacks, welcher den Untergang überlebte, mehrere Sprengsätze (Maßnahme V) klar, die mit neunminütiger Verzögerung die Seewasserkühlungsauslässe der Bismarck im Boden des Rumpfes zerstörten. Er war einer von nur drei Offizieren, welche den Untergang der Bismarck überlebten. Er kam in Kriegsgefangenschaft und verbrachte fünf Jahre in britischen und kanadischen POW-Lagern.
Von 1947 bis 1956 war er Chefingenieur bei einer Hamburger Stahlfirma.
Nach dem Krieg forschte er zum Thema maritimer Rettungsgeräte und hatte erheblichen Anteil an der Neukonstruktion und Standardisierung solcher Gerätschaften. Gemeinsam mit Jost Bernhardt, dem Gründer von Secumar, forschte er an der Weiterentwicklung von Rettungswesten. So konnte der Bundesmarine ab 1964 eine neuartige Rettungsweste zur Verfügung gestellt werden.
Junack wurde 1956 in die Bundesmarine übernommen und war dort bereits mit der Einrichtung 1956 im Schiffsmaschinenkommando. Ab 1958 war er mit dem Aufbau der Schiffssicherungsschule (Neustadt) beauftragt, welche ab August 1959 aufgestellt wurde. In dieser Schule wurden Notfallsituationen an Bord geschult. Mit der Aufstellung Anfang September 1961 wurde er als Fregattenkapitän Leiter der Schiffstechnischen Überwachungs- und Versuchsstelle in Kiel und blieb dies bis Januar 1962. Ab April 1963 war er Chef des Stabes des Kommandos der Flottenbasis. In dieser Position wurde er Kapitän zur See und war bis März 1964 dort eingesetzt. Im Januar 1966 ging er in den Ruhestand.
Am 22. März 1966 wurde er mit dem Bundesverdienstkreuz 1. Klasse ausgezeichnet.

## Werke (Auswahl)
- Die erste und letzte Fahrt der Bismarck. In: MOV-Nachrichten, 9, 1960, 7.
- Militärische Verteidigung heute. In: Wehrtechnische Monatshefte, Juni 1961, S. 240 ff.
- Anforderungen an das individuelle Rettungsmittel aus der Sicht der Marine. In: Mitteilungen der Deutschen Gesellschaft für Verkehrsmedizin, 15, 1964, S. 43–59.
- The Last Hours of the Bismarck. In: Purnell's History of the Second World War, Vol. 2, No. 5., 1967.